# From the Lions Mouth
From The Lions Mouth is het tweede album van de Britse newwaveband The Sound. Het album verscheen in 1981 en verschilt veel in de muziekstijl van het voorgaande album Jeopardy.

## Tracklist
Alle nummers zijn geschreven door The Sound.

### Kant 1
1. Winning
2. Sense of Purpose
3. Contact the Fact
4. Skeletons
5. Judgement

### Kant 2
1. Fatal Flaw
2. Possession
3. The Fire
4. Silent Air
5. New Dark Age

De cd-uitgave van Renascent bevat ook het nummer Hothouse. Dit nummer is op de originele uitgave van het album echter niet uitgebracht.

## Muzikanten
- Adrian Borland - Zang, gitaar
- Michael Dudley - Drums
- Graham Green - Bas
- Max Mayers - Keyboards